# Berche
Berche település Franciaországban, Doubs megyében. Lakosainak száma 543 fő (2022. január 1.). Berche Voujeaucourt és Bavans községekkel határos.

## Népesség
A település népességének változása:
| Lakosok száma | 184  | 367  | 489  | 419  | 475  | 479  | 495  | 524  | 540  | 543  |
|               | 1968 | 1982 | 1990 | 2006 | 2013 | 2015 | 2017 | 2019 | 2020 | 2022 |